# Világirodalmi lexikon (1970–1996)
A Világirodalmi lexikon a 20. század második felében megjelent nagy terjedelmű magyar lexikon.

## Leírás
A több ezer oldalas (kéthasábos oldalakra szedett) mű 1970 és 1996 között jelent 19 kötetben meg Budapesten, az Akadémiai Kiadó gondozásában. Főszerkesztője Király István és Szerdahelyi István volt. A mű nemcsak magyar nyelven, de világviszonylatban is komoly tudományos teljesítmény: írók, irodalmi művek, irodalmi fogalmak ezreit tartalmazza jelentős forrásutalásokkal. A műnek elektronikus elérhetősége fizetős formában van az Arcanum Kft. honlapjáról.

## Kötetbeosztás
| Kötetszám   | Kötetcím  | Kiadási év |
| ----------- | --------- | ---------- |
| I. kötet    | A–Cal     | 1970       |
| II. kötet   | Cam–E     | 1972       |
| III. kötet  | F–Groc    | 1975       |
| IV. kötet   | Grog–Ilv  | 1975       |
| V. kötet    | Im–Kamb   | 1977       |
| VI. kötet   | Kamc–Lane | 1979       |
| VII. kötet  | Lanf–Marg | 1982       |
| VIII. kötet | Mari–My   | 1982       |
| IX. kötet   | N–O       | 1984       |
| X. kötet    | P–Praga   | 1986       |

| Kötetszám    | Kötetcím               | Kiadási év |
| ------------ | ---------------------- | ---------- |
| XI. kötet    | Pragm–Rizz             | 1989       |
| XII. kötet   | Rjab–Sez               | 1991       |
| XIII. kötet  | Sf–Suzuki              | 1992       |
| XIV. kötet   | Sváb–Szy               | 1992       |
| XV. kötet    | Taa–Tz                 | 1993       |
| XVI. kötet   | U–Vidz                 | 1994       |
| XVII. kötet  | Vie–Y                  | 1994       |
| XVIII. kötet | Z–Index                | 1994       |
| XIX. kötet   | Kiegészítő kötet (A–Z) | 1996       |